# Damiano e Fabio D'Innocenzo

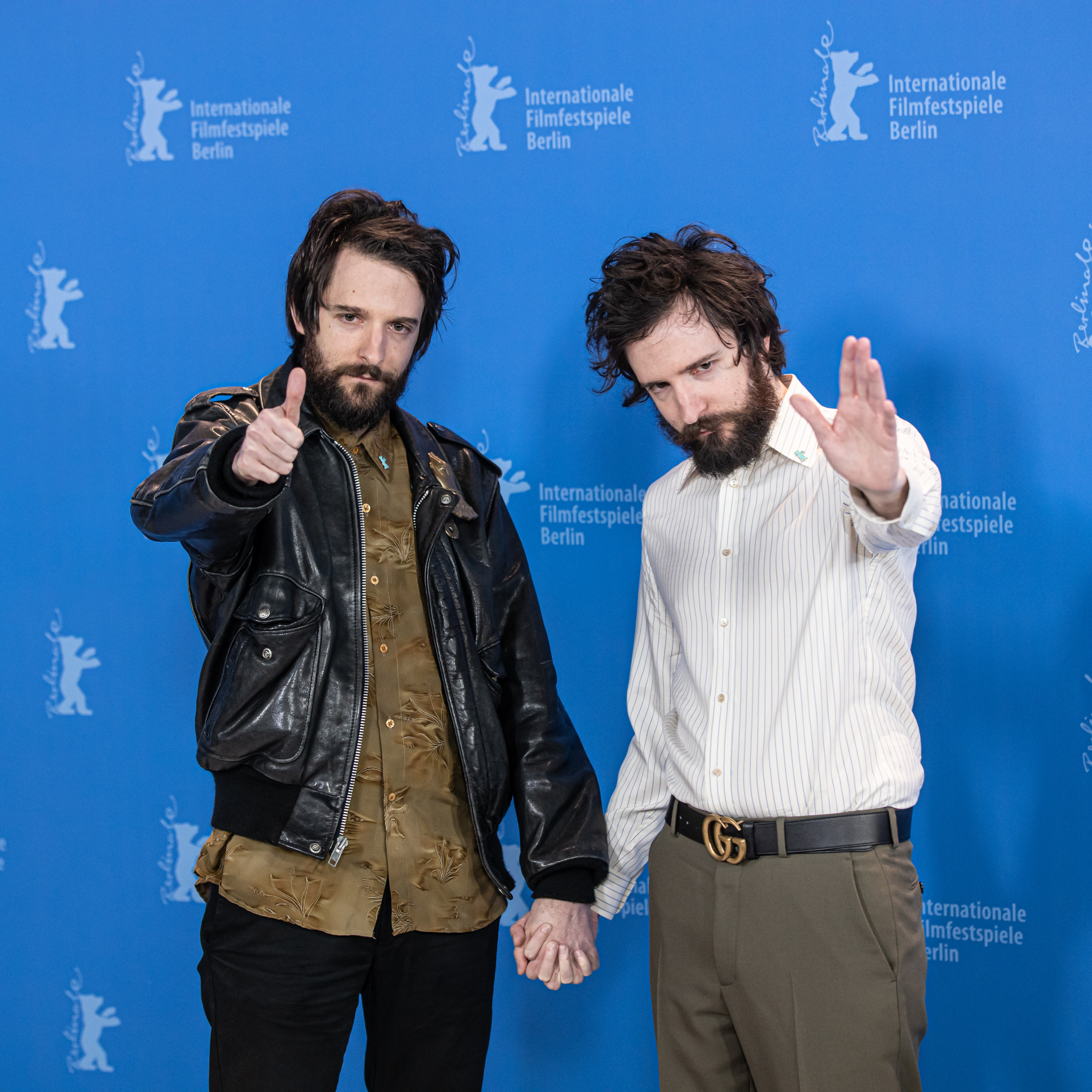
I fratelli D'Innocenzo alla Berlinale nel 2020

Damiano D'Innocenzo (Roma, 14 luglio 1988) e 
Fabio D'Innocenzo (Roma, 14 luglio 1988) sono due registi, sceneggiatori, poeti e fotografi italiani, noti anche come i fratelli D'Innocenzo.

## Biografia
I gemelli Damiano e Fabio D'Innocenzo sono nati a Roma, nel quartiere di Tor Bella Monaca, nel 1988, ma sono cresciuti tra i comuni romani di Anzio (nella frazione di Lavinio) e Nettuno, dovendo seguire gli spostamenti lavorativi del padre pescatore. 
Già da ragazzi si appassionano alla pittura, alla fotografia e alla poesia e senza una specifica formazione cinematografica iniziano a muovere i primi passi nel mondo del cinema guadagnandosi da vivere con i lavori più disparati, come camerieri, baristi e giardinieri.
Nel 2018 realizzano il loro primo lungometraggio La terra dell'abbastanza e hanno l'occasione di presentarlo nella sezione "Panorama" della 68ª edizione del Festival internazionale del cinema di Berlino, suscitando l'interesse di critica e pubblico.
Il film ottiene numerosi riconoscimenti nazionali ed internazionali, tra cui miglior opera prima e migliori registi esordienti ai Nastri d'argento 2018. Successivamente collaborano alla sceneggiatura del film di Matteo Garrone Dogman.
Nel 2019 pubblicano con La nave di Teseo la loro prima raccolta di poesie Mia madre è un'arma. Nel 2020 pubblicano con Contrasto il loro primo libro fotografico Farmacia Notturna.
Il loro secondo film da registi, Favolacce, è stato selezionato in concorso al Festival di Berlino 2020 e ha ricevuto l'Orso d'argento per la migliore sceneggiatura, anch'essa firmata da loro. Il film vince anche cinque Nastri d'argento 2020, tra cui miglior film.
Il terzo film, America Latina, viene proposto in concorso alla Mostra internazionale d'arte cinematografica di Venezia del 2021.
La loro miniserie televisiva Dostoevskij ha debuttato nella sezione "Berlinale Special" della 74ª edizione del Festival di Berlino. La serie verrà, in seguito, distribuita in versione cinematografica nel mese di luglio dello stesso anno, venendo divisa in due parti: Dostoevskij: Atto I e Dostoevskij: Atto II.

## Filmografia

### Registi

#### Cinema
- La terra dell'abbastanza (2018)
- Favolacce (2020)
- America Latina (2021)

#### Televisione
- Dostoevskij – miniserie TV (2024)

#### Videoclip
- Talking/Once Again, Kanye West (2024)
- Niente panico, Ghali (2024)

#### Pubblicità
- Epilogue per Gucci (2020)

### Sceneggiatori

#### Cinema
- La terra dell'abbastanza, regia dei fratelli D'Innocenzo (2018)
- Dogman, regia di Matteo Garrone (2018)
- Favolacce, regia dei fratelli D'Innocenzo (2020)
- America Latina, regia dei fratelli D'Innocenzo (2021)
- La ragazza ha volato, regia di Wilma Labate (2021)
- Educazione fisica, regia di Stefano Cipani (2022)
- Bassifondi, regia di Francesco Pividori (2022)

#### Televisione
- Dostoevskij – miniserie TV (2024)

### Produttori

#### Televisione
- Dostoevskij – miniserie TV (2024)

## Pubblicazioni
- Mia madre è un'arma, La nave di Teseo, 2019,  p. 86, ISBN 9788893447874.
- Farmacia notturna, Contrasto, 2020,  p. 96, ISBN 9788869657993.
- Trilogia, La nave di Teseo, 2022,  p. 432, ISBN 9788834609255.

## Riconoscimenti
- 2018 – Nastro d'argento
  - Miglior regista esordiente per La terra dell'abbastanza
  - Nastro d'argento speciale SIAE alla miglior sceneggiatura per La terra dell'abbastanza
  - Miglior opera prima per La terra dell'abbastanza
- 2020 – Festival internazionale del cinema di Berlino
  - Migliore sceneggiatura per Favolacce
- 2020 – Nastro d'argento
  - Miglior film per Favolacce
  - Miglior sceneggiatura per Favolacce
- 2020 – Globo d'oro[7]
  - Miglior regia per Favolacce
  - Miglior sceneggiatura per Favolacce
- 2020 – Ciak d'oro[8][9]
  - Miglior regia per Favolacce
  - Migliore sceneggiatura per Favolacce
- 2022 – Nastro d'argento
  - Miglior soggetto per America Latina
- 2025 - Nastro d'argento
  - Nastro D’Argento Speciale per l’autorialità cinematografica per Dostoevskij